# Yūki Fujiwara
Yūki Fujiwara (藤原 祐規 Fujiwara Yūki?,  Prefectura de Mie, Japón, 24 de abril de 1981) es un actor y seiyū japonés, afiliado a Amuleto. Es conocido por sus numerosos roles en obras de teatro, series de anime y videojuegos.

## Biografía
Fujiwara nació el 24 de abril de 1981 en la prefectura de Mie, Japón, como el mayor de tres hermanos. Cuando era pequeño soñaba con ser piloto de avión, pero se vio obligado a abandonar dicho sueño debido a su mala visión. En 2002, Fujiwara se graduó de la Yoyogi Animation Academy y se afilió a la agencia Bring-up; comenzando a actuar como actor de teatro y seiyū.
Su debut como seiyū se produjo ese mismo año con un papel secundario en la serie de anime Whistle! En 2006, ganó reconocimiento al interpretar a Belphegor en Katekyō Hitman Reborn! Desde junio de 2007 a mayo de 2008, formó una unidad llamada "All Boys Limited" junto con los actores Takahiro Hirano, Hiroshi Shimosaki, Iori Hayashi y Nobuya Mine. El 30 de septiembre de 2009, Fujiwara abandonó su antigua agencia y pasaría a formar parte de Dwango Artist Productions. El 1 de abril de 2011, nuevamente se trasladó a la agencia Amuleto, la cual le representa actualmente. En 2012, Fujiwara le dio voz a Anteater/Fusao Yamaarashi en el anime Shirokuma Cafe, mientras que en 2014 a Ashiya Mutsiku en Donten ni Warau. 
Tras su debut como actor teatral, Fujiwara se unió al grupo de teatro Arutaego, donde permaneció durante casi toda su carrera. En 2004, reemplazó a Yasuyuki Matsui en el musical The Prince of Tennis como Akira Kamio, rol que interpretaría durante los siguientes tres años. En 2006, apareció en SMILY☆SPIKY junto a Mamoru Miyano y Shun Takagi. En 2012, Fujiwara apareció en la adaptación teatral de Miracle Train: Ōedo-sen e Yōkoso. En 2014, interpretó a Akihiko Sanada en Shin Megami Tensei: Persona 3.

## Filmografía

### Anime
2002
- Whistle! como Tomoyuki Mukoyama

2004
- Yu-Gi-Oh! GX como Harada, niño

2005
- Capeta como Hiroshi Ita

2006
- Katekyō Hitman Reborn! como Belphegor

2007
- Ōkiku Furikabutte como Takamitsu Matsushita
- Onegai Maimerodi Sukkiri♪ como Reno C, oficial C

2008
- Onegai♪Maimerodi Kirara tsu★ como Pierre
- Yu-Gi-Oh! 5D's

2009
- 11 eyes como Takamitsu Matsushita
- Sora no Manimani como Reno C, oficial C

2011
- Yu-Gi-Oh! ZEXAL como Gin-ji

2012
- Shirokuma Cafe como Anteater/Fusao Yamaarashi

2013
- Ginga Kikoutai Majestic Prince como Rakesh Chandra Secar[1]
- Shirokuma Cafe como Tisshukubari
- Hyperdimension Neptunia como Anonedes[2]

2014
- Donten ni Warau como Ashiya Mutsiku[3]

2015
- Akagami no Shirayuki-hime como Guardia B

2016
- Scared Rider Xechs como Epiphone
- Nanbaka como Liang[4]
- Sabapara como Rokku

2017
- Idol Incidents como Katsuyo Katsura
- Chaos;Child como Shinji Itō
- Isekai Shokudō como Oficial

### Videojuegos
2007
- Katekyō Hitman Reborn! DS: Shinuki Max! Vongola Carnival!! como Belphegor
- Katekyō Hitman Reborn!: Let's Ansatsu!? Nerawareta Ju-daime! como Belphegor

2008
- The Sky Crawlers
- Harvest Moon como Yurisu
- Memories Off 6: T-wave como Shio Tsukamoto

2009
- Kurayami no hate de kimi o matsu como Tarō Kazeno
- Saikin koi shiteru? como Shin Akaigawa
- Danzai no Maria como Jeod, Marcosius
- Memories Off 6 Next Relation como Shio Tsukamoto